# Borough of Swale
Swale ist ein Verwaltungsbezirk mit dem Status eines Borough in der Grafschaft Kent in England. Er ist nach dem schmalen Swale-Kanal benannt, der die Isle of Sheppey vom übrigen Kent trennt. Der größte Teil des Bezirks liegt auf der Insel. Verwaltungssitz ist Sittingbourne; weitere bedeutende Orte sind Bobbing, Eastchurch, Faversham, Queenborough und Sheerness.

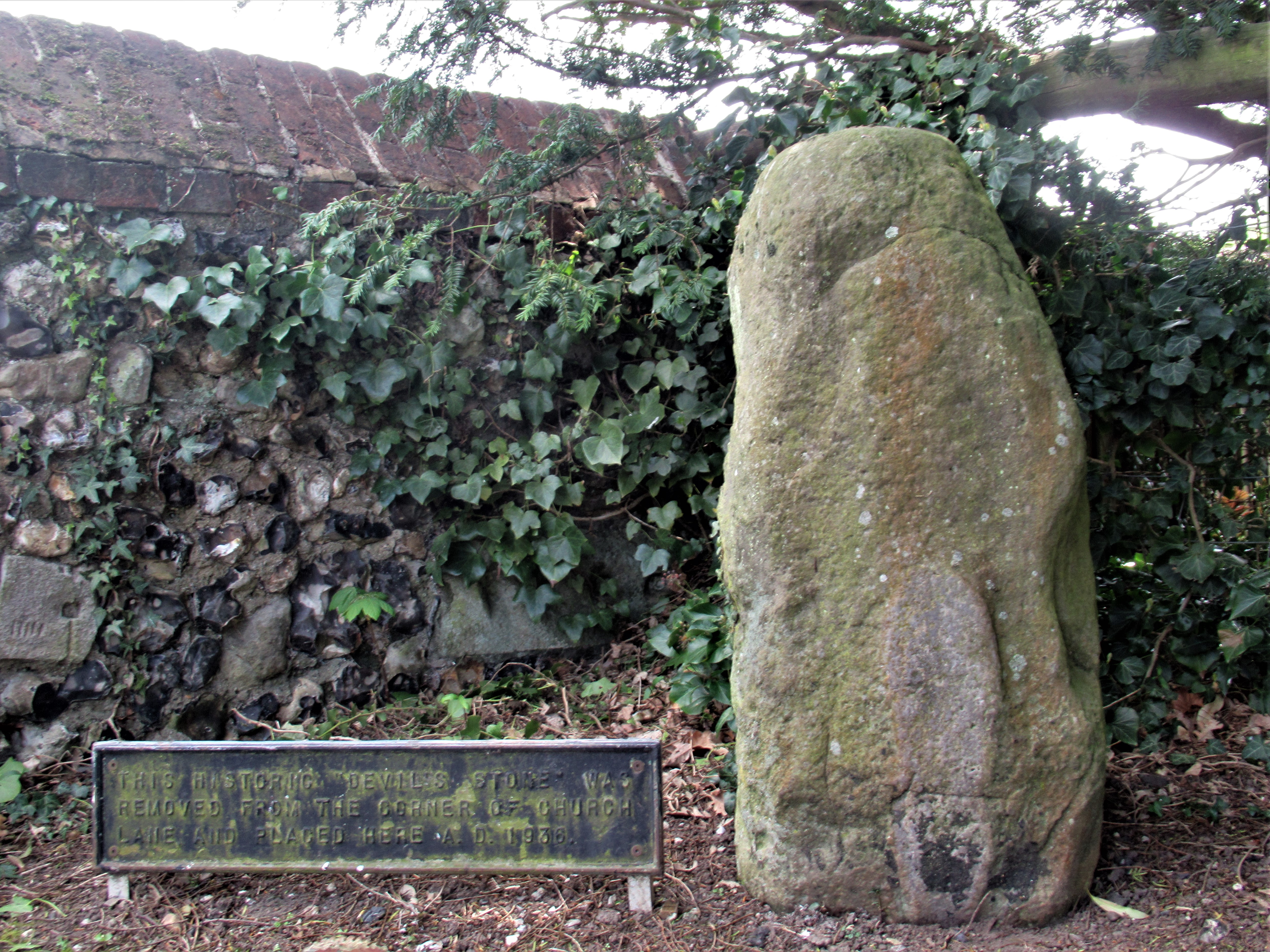
Der Devil’s Stone in Newington

Der Bezirk wurde am 1. April 1974 gebildet und entstand aus der Fusion der Boroughs Sittingbourne und Queenborough-in-Sheppey, des Urban District Sittingbourne and Milton und des Rural District Swale.
Koordinaten: 51° 20′ N, 0° 44′ O